# Плавинский, Дмитрий Петрович
Дмитрий Петрович Плавинский (28 апреля 1937, Москва — 1 сентября 2012, там же) — советский и российский художник и график поколения нонконформистов-шестидесятников, представитель неофициального искусства. Создатель направления структурного символизма. С 1991 по 2004 год жил и работал в Нью-Йорке.

## Биография
Родился 28 апреля 1937 года в Москве. В том же году была репрессирована его мать, которая вернулась из лагерей спустя одиннадцать лет. Начал рисовать в десять лет. В 1951 году поступил на театральное отделение Художественного училища памяти 1905 года под руководством Виктора Шестакова, в прошлом главного художника Государственного театра им. Всеволода Мейерхольда. Окончил училище в 1956 году.
В 1957 году на Всемирном фестивале молодёжи и студентов в Москве впервые познакомился с современным искусством Европы и США. Это знакомство послужило толчком для собственных поисков. В 1958 году создал свои первые абстрактно-вещественные работы, отмеченные вниманием к фактуре. Стал одним из основателей и лидеров московского «неофициального искусства». В 1960 году в квартире искусствоведа Ильи Цырлина состоялась его первая персональная выставка.
В шестидесятые — семидесятые годы XX века входил в «двадцатку» — группу московских художников — «авангардистов», участвовал во многих нашумевших тогда выставках. С 1975 года — член и постоянный участник выставок Московского Городского комитета графиков на Малой Грузинской ул. С 1978 года — член Московского союза художников.
С 1991 по 2004 год жил и работал в США (Нью-Йорк). Особую известность ему принесли романтически-меланхолические работы, сочетающие в себе черты замысловатого гиперреалистичного сюрреализма с православно-церковными мотивами. Террористические акты 11 сентября 2001 года в Нью-Йорке послужили поводом для написания  серии работ «Апокалипсис 11 сентября». На этом американский период жизни и творчества был исчерпан и завершён. В 2004 году художник вернулся в Москву.
Дмитрий Плавинский похоронен на Даниловском кладбище в Москве.
Приемная дочь — галерист Елизавета Плавинская.

## Творчество
Сам Дмитрий Плавинский определял разрабатываемое им направление в искусстве как «структурный символизм», где целостный образ мира расщепляется в последовательность символических образов, погруженных в пласты времён — прошлого, настоящего и будущего. Удивительны по мастерству исполнения офорты и тушевые рисунки Плавинского, его живописные и графические работы отличаются на редкость сложной фактурой и техникой исполнения. Их многозначительность и метафизика как-то исторически увязаны с материалом и продолжают классику — Дюрера, Гойи, Рембрандта.

## Работы находятся в собраниях
- Государственная Третьяковская галерея, Москва.
- Государственный Русский музей, Санкт-Петербург.
- Музей изобразительных искусств им. А. С. Пушкина, Москва.
- Музей «Другое искусство», Москва.
- Kolodzei Art Foundation, США.
- ART4.RU, Москва.
- Музей Людвига, Кёльн.
- Метрополитен-музей, Нью-Йорк. [4]
- Эрарта, Санкт-Петербург.
- Коллекция Нортона и Нэнси Додж, Музей Зиммерли при университете Ратгерс штата Нью Джерси (Нью Бранзуик, Нью Джерси, США) [5]
- Музей современного искусства, Нью-Йорк [6]